# Parkfriedhof Lichterfelde

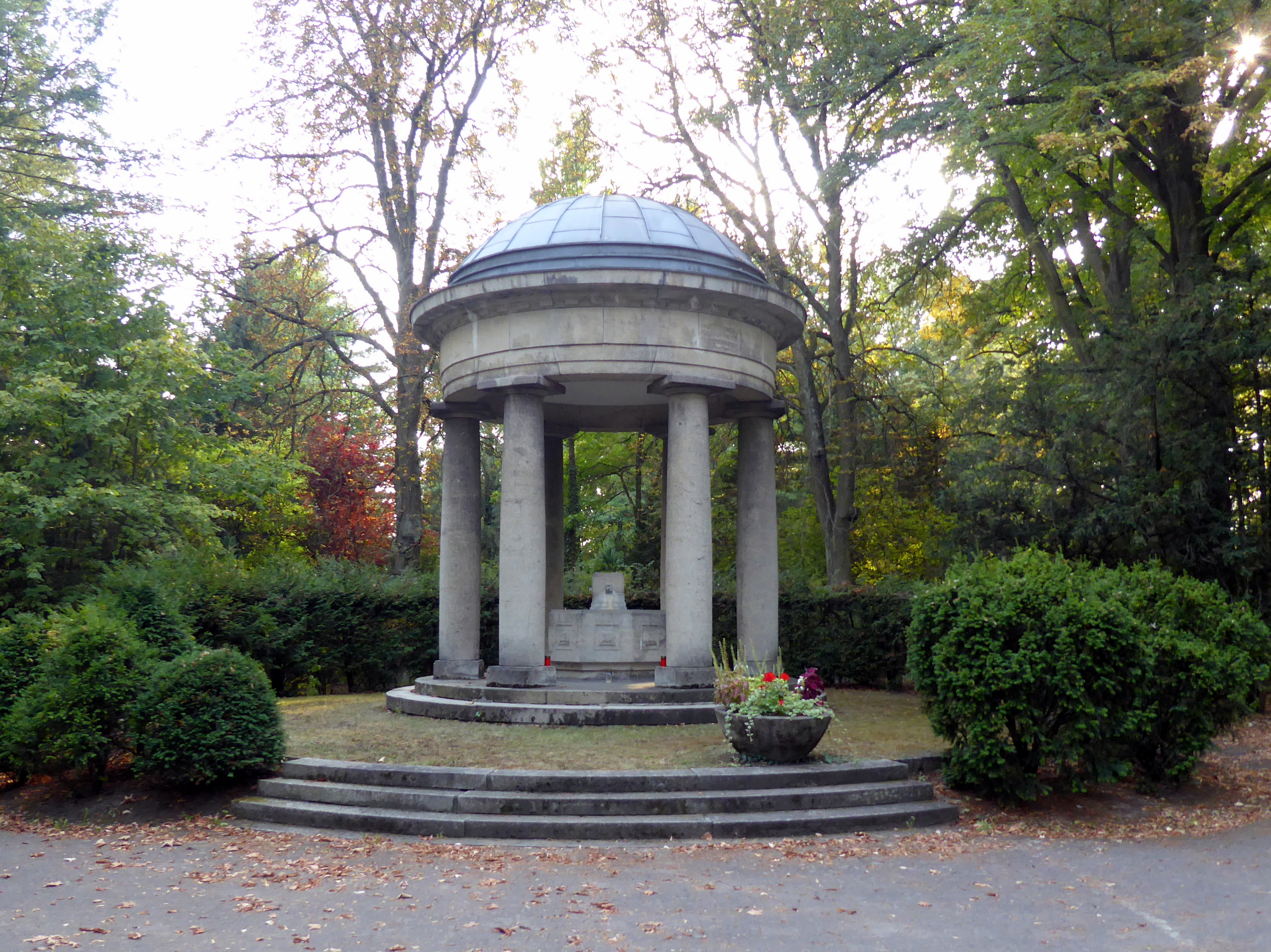
Brunnentempel

Der Parkfriedhof Lichterfelde ist ein städtischer Friedhof in Lichterfelde (Ortslage Lichterfelde West) im Berliner Bezirk Steglitz-Zehlendorf. Das Friedhofsgelände liegt zwischen dem Thuner Platz und dem Platz des 4. Juli, der Eingang befindet sich am Thuner Platz. Der Parkfriedhof Lichterfelde steht als Gartendenkmal unter Denkmalschutz.

## Geschichte

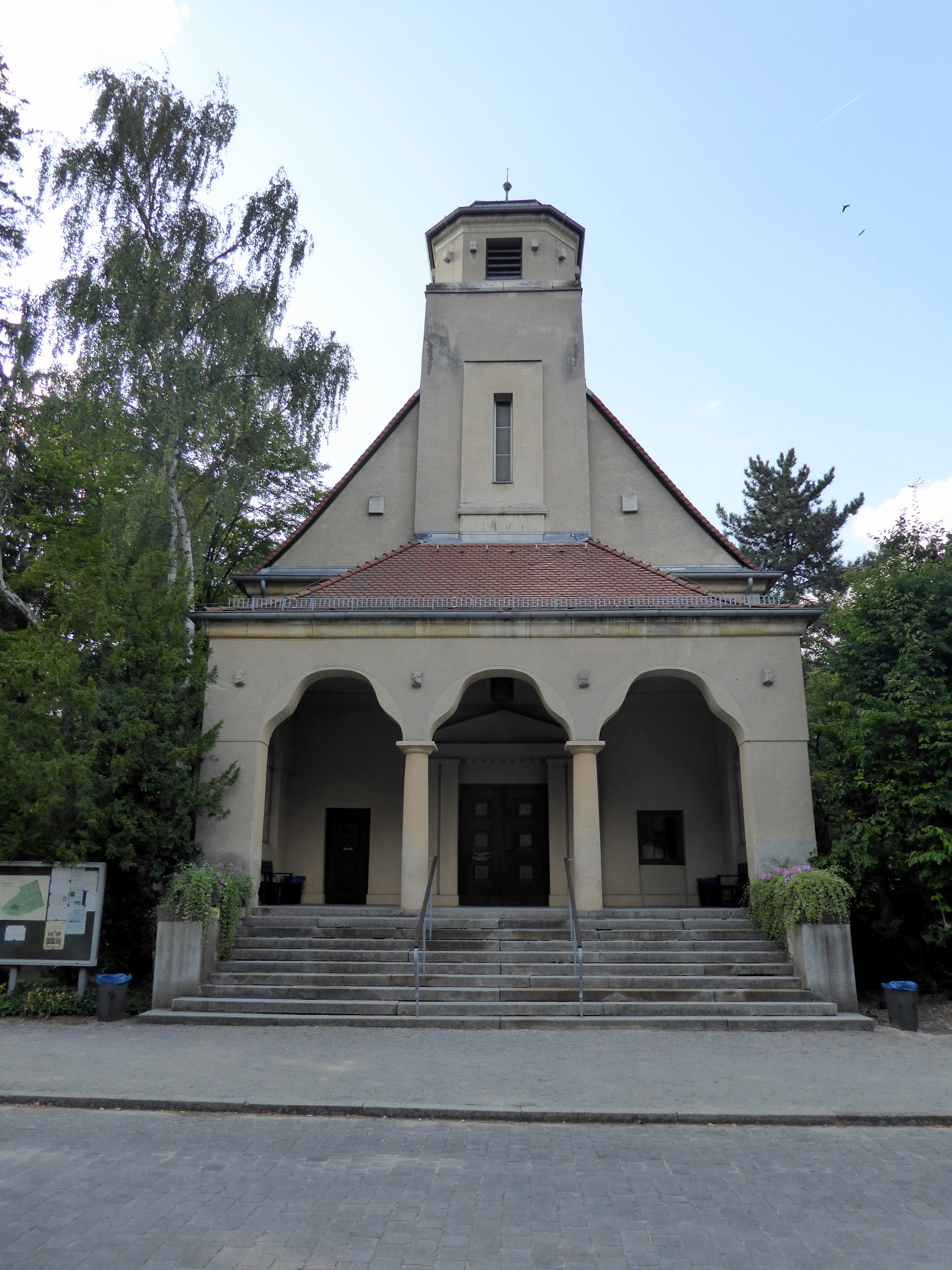
Kapelle

Um aufgrund des steigenden Bedarfs mehr Begräbnismöglichkeiten zu schaffen, beschloss der Gemeinderat von Groß Lichterfelde im Jahre 1905, neben den beiden Dorfkirchhöfen in Lichterfelde und Giesensdorf sowie dem ersten Friedhof der Villenkolonie Lichterfelde-West in der Moltkestraße einen großen, repräsentativen Friedhof anzulegen. Ein größeres Gelände am südlichen Ortsrand der Villenkolonie kam dafür in Betracht. Ein beschränkter Wettbewerb unter fünf Gartenarchitekten führte zu dem Siegerentwurf des Landschaftsarchitekten Friedrich Bauer. Von 1908 bis 1911 wurde der Parkfriedhof nach dessen Entwurf unter Leitung des Gartenbauinspektors Paul Eschenbach angelegt. Am 17. Mai 1911 fand die erste Beisetzung statt.

## Anlage
Der Friedhof umfasste zunächst eine Fläche von 8,6 ha. 1926–1927 wurde er nach Plänen von Erwin Barth in südlicher Richtung und 1938 nach Plänen von Ernst Petersen nach Nordwesten erweitert. Seine Hauptachse ist vertieft zu den Grabquartieren angelegt. Sie endet an einem Brunnentempel als Blickfang. Herzstück des alten Friedhofsteils ist die Talwiese, die in ihrem Kern frei von Grabstätten gehalten ist. Wege zwischen teilweise dichtem Baumbestand und Rhododendrenhaine entsprechen der landschaftlichen Orientierung des ursprünglichen Entwurfs der Anlage.
Die Friedhofskapelle entstand 1910 nach Plänen von Ernst Petersen. Sie ist ein massiver Steinbau mit Turmfront und dreibogiger offener Vorhalle. In der Feierhalle befindet sich eine künstlerisch gestaltete Holzdecke.

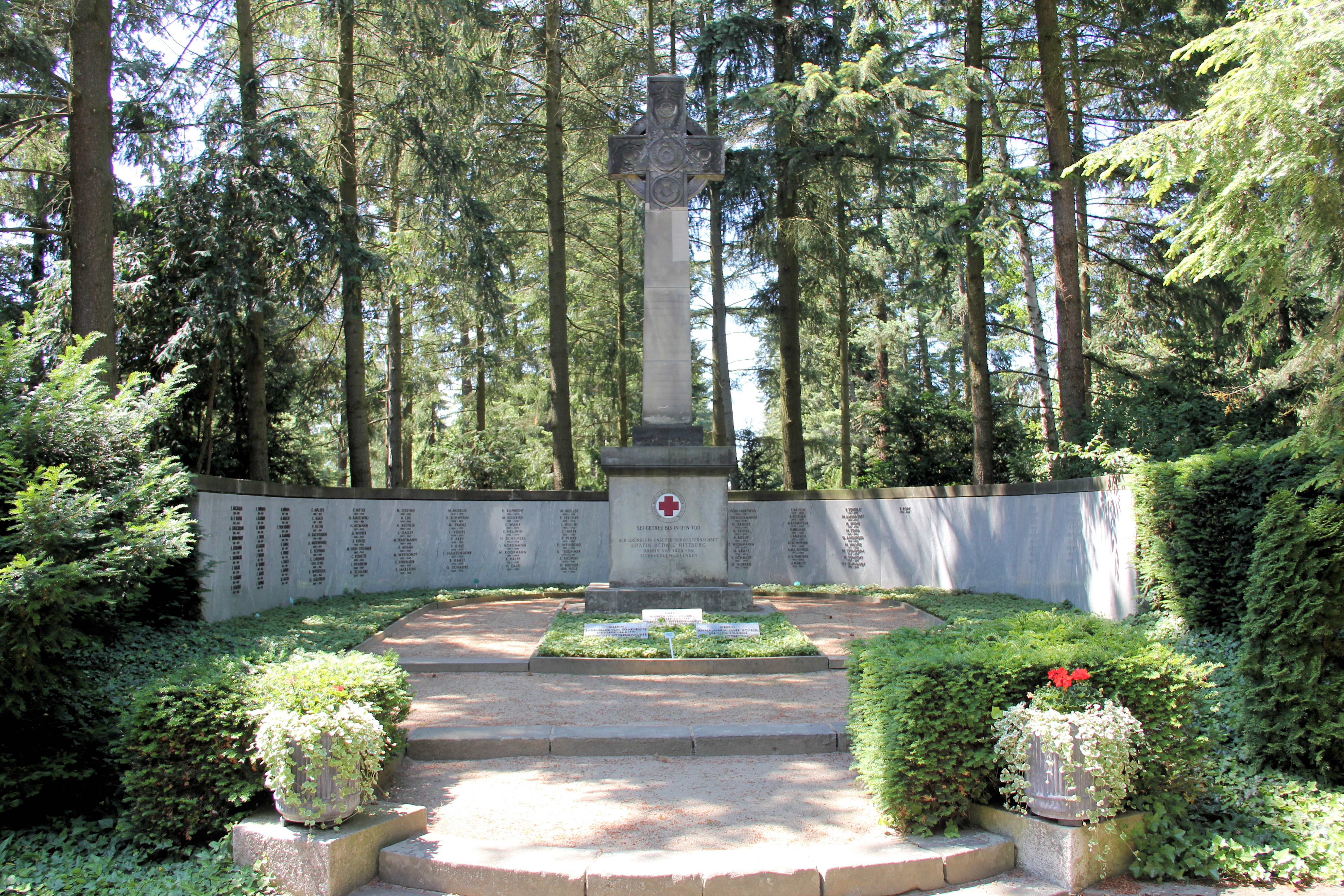
Grabanlage Rotkreuzschwestern

Etwa im Zentrum des Friedhofs befindet sich ein 1920 eingeweihtes Grabmal für die Berliner Rotkreuzschwestern mit einem fast fünf Meter hohen Steinkreuz. Auf Granitplatten an der Ringmauer sind die Namen aller beigesetzten Schwestern aufgeführt.
Kriegsopfer

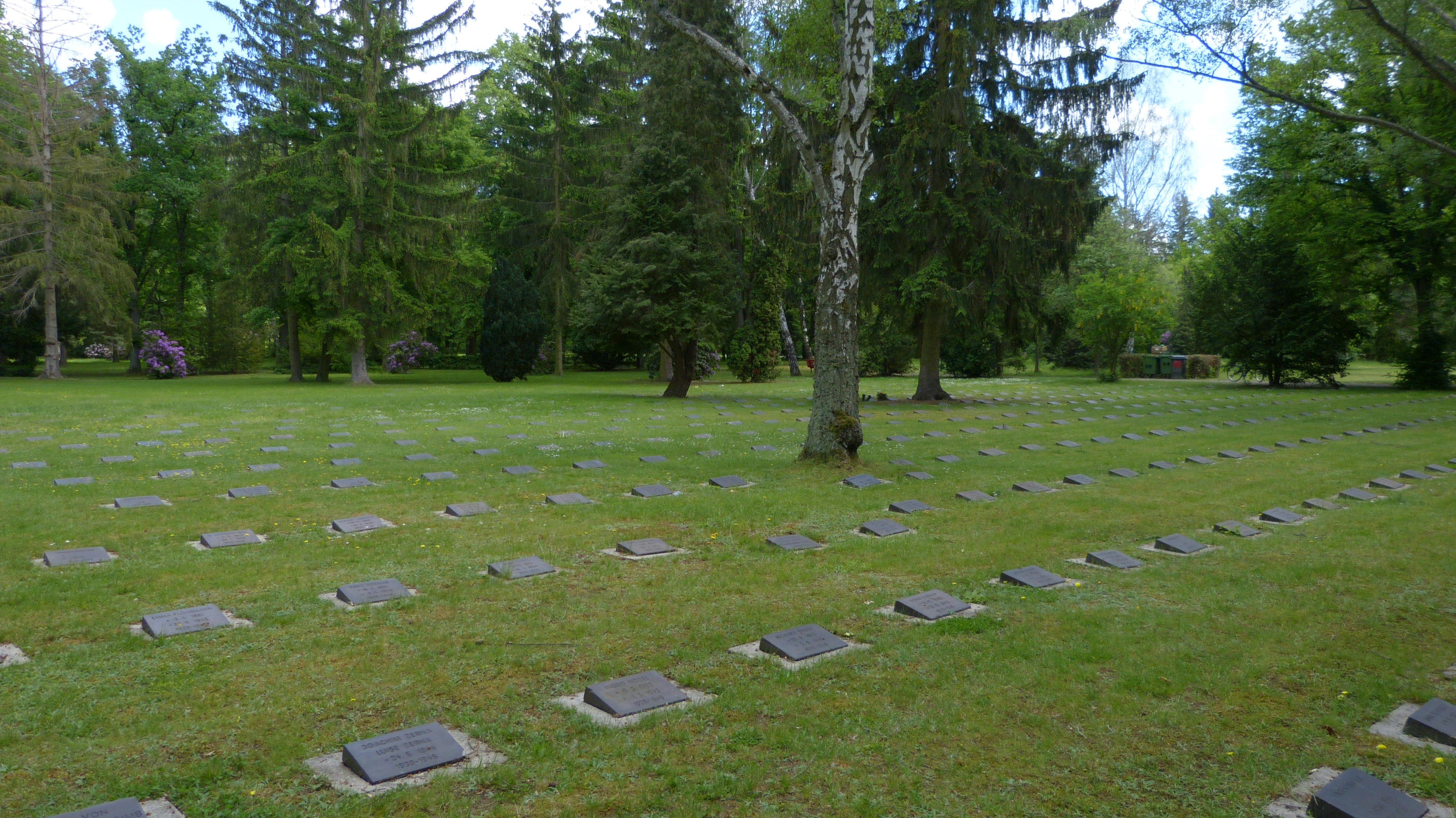
Kriegsgräberstätte Zweiter Weltkrieg

Auf dem Friedhof gibt es einen Ehrenhain für Gefallene des Ersten Weltkrieges. Eine trauernde Frau aus Bronze steht zwischen den Gräbern. Insgesamt ruhen hier 64 Tote. Im hinteren Friedhofsteil gibt es drei geschlossene Anlagen, hier sind die Toten in Reihen angelegt. Auf einem anderen Grabfeld sind weitere Kriegsgräber verteilt. Auf den Gräberfeldern mit den Opfern des Zweiten Weltkrieges befindet sich je ein Gedenkstein in der Mitte des Feldes. Insgesamt ruhen hier 2089 Kriegsopfer.
Prominentenfriedhof
Wegen seiner gepflegten Anlagen und der künstlerisch gestalteten Grabmäler wurde der Parkfriedhof Lichterfelde bald zu einem beliebten Bestattungsplatz in Berlin. Nach Einführung der freien Friedhofswahl für alle Berliner entwickelte er sich zu einem Prominentenfriedhof.

## Auf dem Friedhof bestattete Persönlichkeiten (Auswahl)
– alphabetisch geordnet –

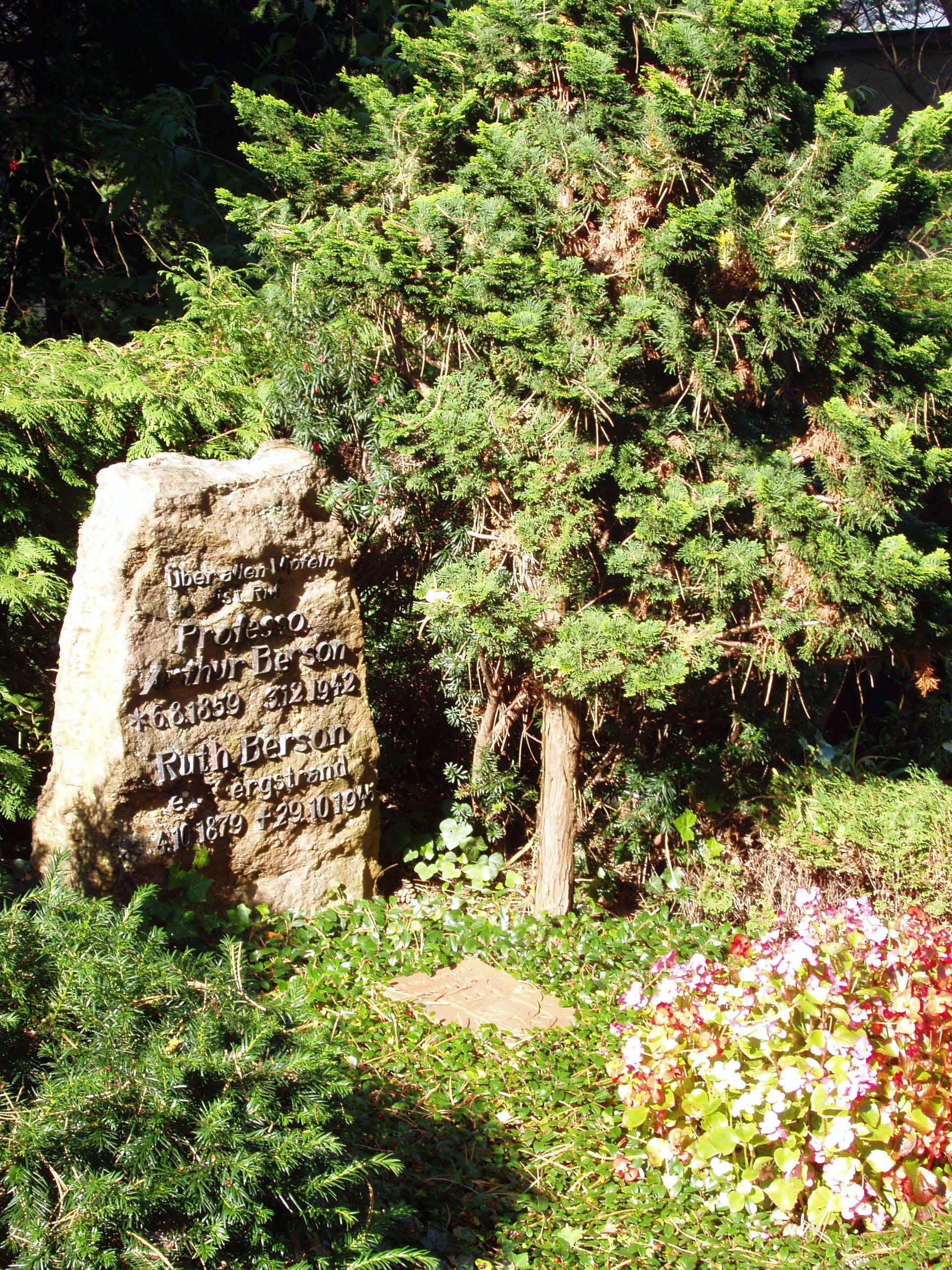
Grab Arthur Berson

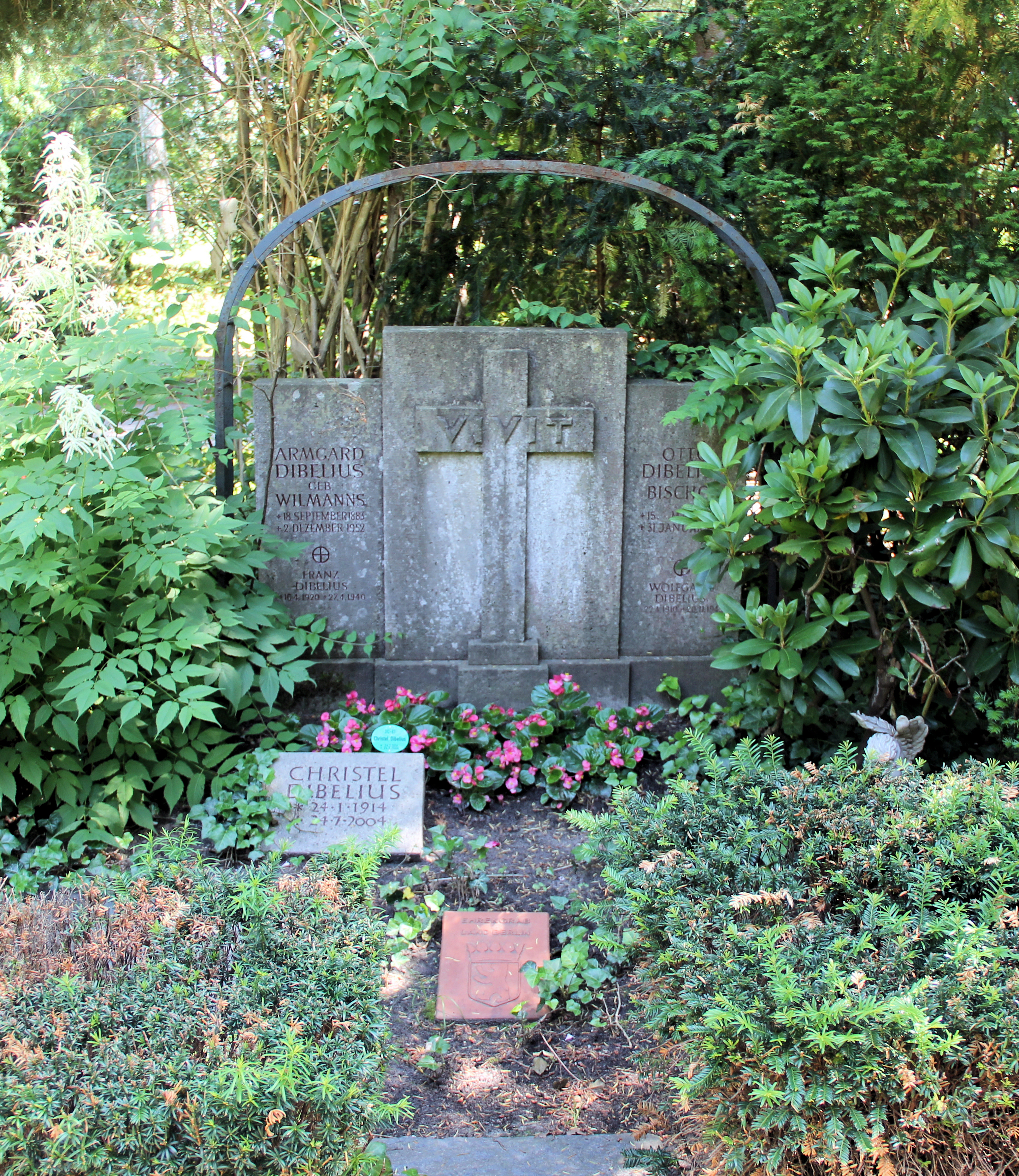
Grab Otto Dibelius

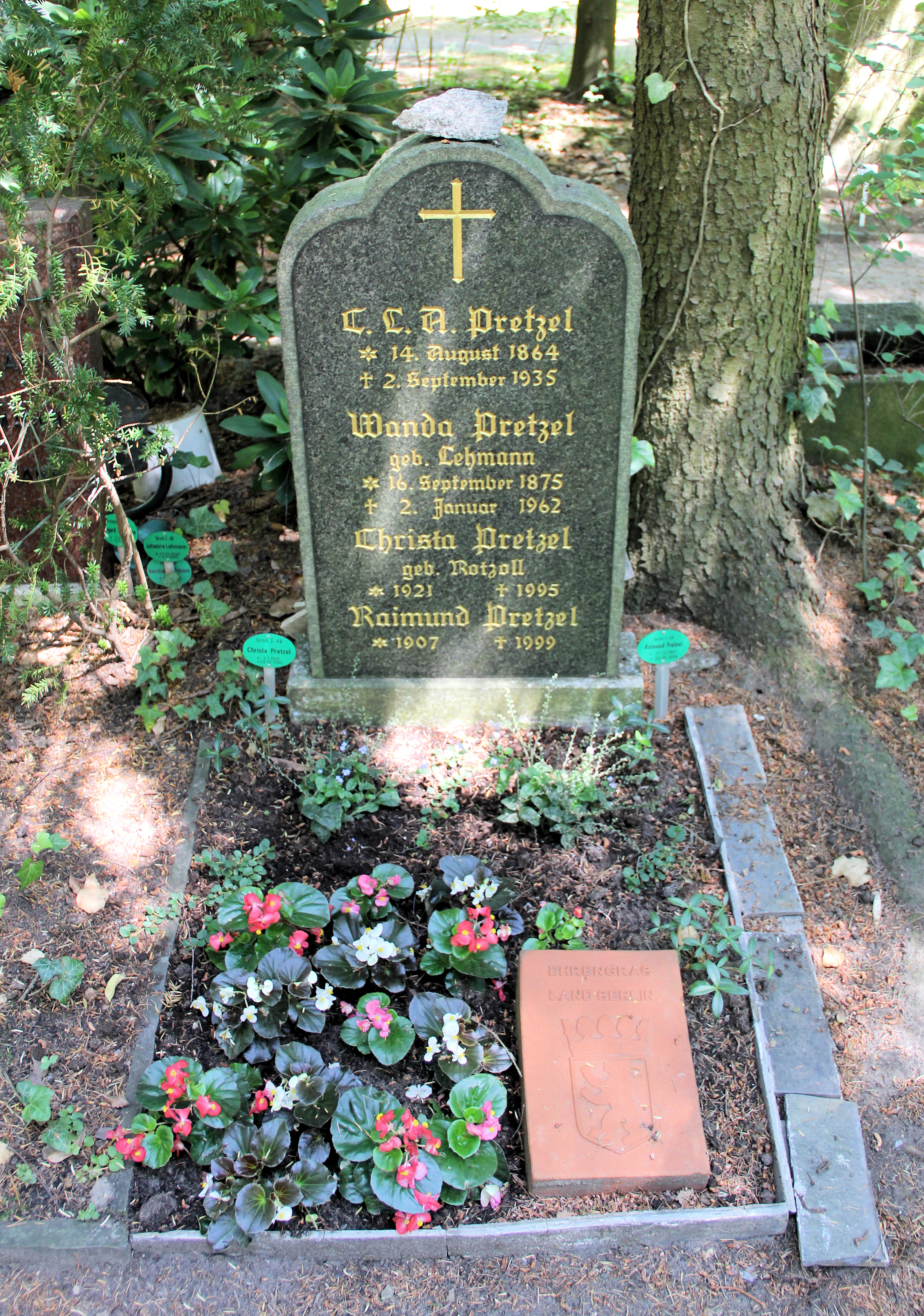
Grab Sebastian Haffner

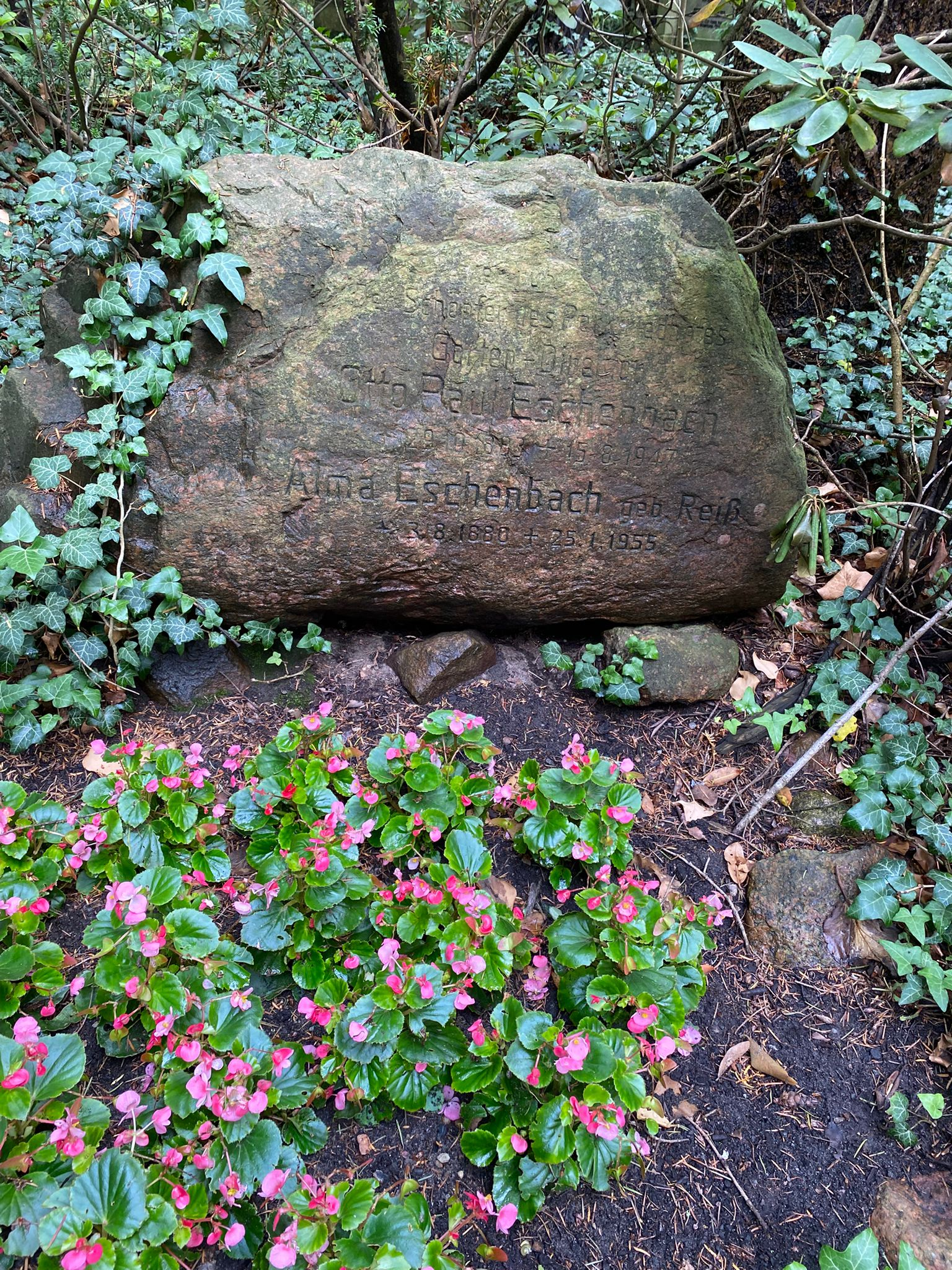
Gartenbauinspektor Paul Eschenbach

- Karl Abraham (1877–1925), Psychoanalytiker (Ehrengrab des Landes Berlin)
- Boris Alekin (1904–1942), russisch-deutscher Schauspieler
- Armand von Ardenne (1848–1919), preußischer Generalleutnant und Militärhistoriker
- Paul Ascherson (1834–1913), Botaniker
- Hans Berckemeyer (1873–1957), Bergbaujurist
- Arthur Berson (1859–1942), Ballonfahrer und Meteorologe (Ehrengrab des Landes Berlin)
- Rudolf Beyendorff (1876–1947), Kommunalpolitiker, „Vater von Lankwitz“
- Peter C. Bloth (1931–2012), evangelischer Theologe
- Agnes Bluhm (1862–1943), Gynäkologin, dritte praktizierende Ärztin in Deutschland
- Traugott Böhme (1884–1954), Leiter des Preußischen Geheimen Staatsarchivs (Ehrengrab des Landes Berlin)
- Fritz von Borries (1892–1983), Komponist
- Herbert von Bose (1893–1934), Widerstandskämpfer gegen den Nationalsozialismus, Opfer des Röhm-Putsches
- Rüdiger vom Bruch (1944–2017), Historiker
- Karl Buhrow (1863–1939), Bürgermeister von Steglitz
- William Campbell of Breadalbane (1863–1944), Lehrer an der Hauptkadettenanstalt Lichterfelde
- Friedrich Christian Correns (1863–1923), Unternehmer
- Heinrich Delbrück (1855–1922),  Jurist, Präsident des Reichsgerichts
- Felix Deutsch (1858–1928), Industrieller, Mitbegründer der AEG
- Drafi Deutscher (1946–2006), Musiker
- Otto Dibelius (1880–1967), Bischof (Ehrengrab des Landes Berlin)
- Hermann Essig (1878–1918), Dramatiker
- Benedict Friedlaender (1866–1908), Sexualwissenschaftler
- Arthur von Gillern (1855–1916), preußischer Generalleutnant
- Paul Graebner (1871–1933), Botaniker
- Walter de Gruyter (1862–1923), Verleger (Verlag Walter de Gruyter)
- Harald Haacke (1924–2004), Bildhauer
- Sebastian Haffner (1907–1999), Historiker und Publizist (Ehrengrab des Landes Berlin)
- Engelbert Hardt (1847–1919), Unternehmer
- Herbert Härtel (1921–2005), Indologe, Museumsdirektor
- Hugo Hergesell (1859–1938), Meteorologe
- Karl-Heinz Hillmann (1938–2007), Soziologe
- Anton Höfle (1882–1925), Politiker (Zentrum), Reichspostminister
- Emil Hundrieser (1846–1911), Bildhauer
- Robert Kempner (1899–1993), Anklagevertreter der USA während der Nürnberger Prozesse (Ehrengrab des Landes Berlin)
- Robert Koldewey (1855–1925), Architekt und Archäologe (Ehrengrab des Landes Berlin)
- Leopold Koppel (1854–1933), Förderer von Wissenschaftseinrichtungen
- Georg Richard Kruse (1856–1944), Musikforscher
- Paul Lehmann-Brauns (1885–1970), Landschaftsmaler
- Gustav Lilienthal (1849–1933), Architekt (Ehrengrab des Landes Berlin)
- Otto zur Linde (1873–1938), Dichter
- Oscar Loew (1844–1941), Chemiker
- Eduard Meyer (1855–1930), Historiker und Ägyptologe
- Arthur Moeller van den Bruck (1876–1925), Publizist
- Gunnar Möller (1928–2017), Schauspieler
- Hans Heinrich Müller (1879–1951), Architekt
- Renate Müller (1906–1937), Filmschauspielerin
- Josef Nierendorf (1898–1949), Kunsthändler und Galerist (Ehrengrab des Landes Berlin)
- Meta Nierendorf (1899–1981), Buch- und Kunsthändlerin (Ehrengrab des Landes Berlin)
- Alexander Oppler (1869–1937), Bildhauer
- Ernst Oppler (1867–1929), Porträt- und Landschaftsmaler (Ehrengrab des Landes Berlin)
- Gunther Plüschow (1886–1931), Flugpionier
- Robert Potonié (1889–1974), Geologe
- Lydia Rabinowitsch-Kempner (1871–1935), Bakteriologin
- Max Rubner (1854–1932), Physiologe
- Hermann Rückwardt (1845–1919), Architekturfotograf
- Paul Scheerbart (1863–1915), Schriftsteller
- Kurt von Schleicher (1882–1934), General und Reichskanzler (Ehrengrab des Landes Berlin)
- Hildemar Scholz (1928–2012), Botaniker
- Ralf Schüler (1930–2011), Architekt
- Georg Schumann (1866–1952), Komponist (Ehrengrab des Landes Berlin)
- Martin Sembritzki (1872–1934), erster Bezirksbürgermeister von Berlin-Steglitz
- Ludwig Sternaux (1885–1938), Schriftsteller
- Hans Stichel (1862–1936), Insektenforscher
- August Stock (1863–1924), Theologe (Ehrengrab des Landes Berlin)
- Carl Stumpf (1848–1936), Musikwissenschaftler (Ehrengrab des Landes Berlin)
- Hedwig Thöne (1887–1962), Pädagogin und Politikerin (DVP)
- Ignaz Urban (1848–1931), Botaniker
- Kurt Waitzmann (1903–1985), Schauspieler und Synchronsprecher
- Arthur Werner (1877–1967), erster Oberbürgermeister von Berlin nach dem Zweiten Weltkrieg (Ehrengrab des Landes Berlin)
- Bruno Wille (1860–1928), Schriftsteller und Mitbegründer der „Freien Volksbühne“
- Ludwig Wüllner (1858–1938), Schauspieler und Sänger

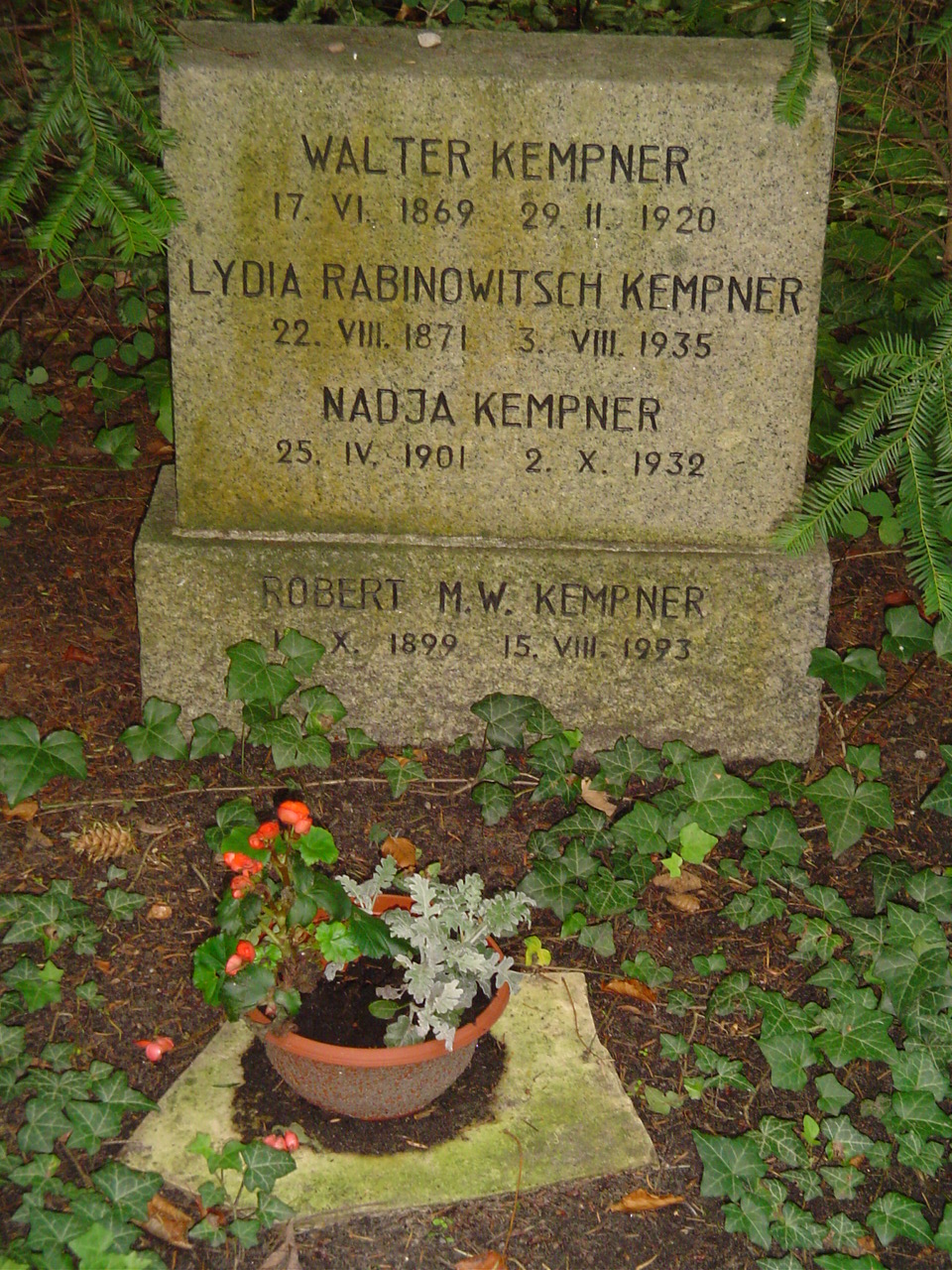
Robert Kempner und Lydia Rabinowitsch-Kempner
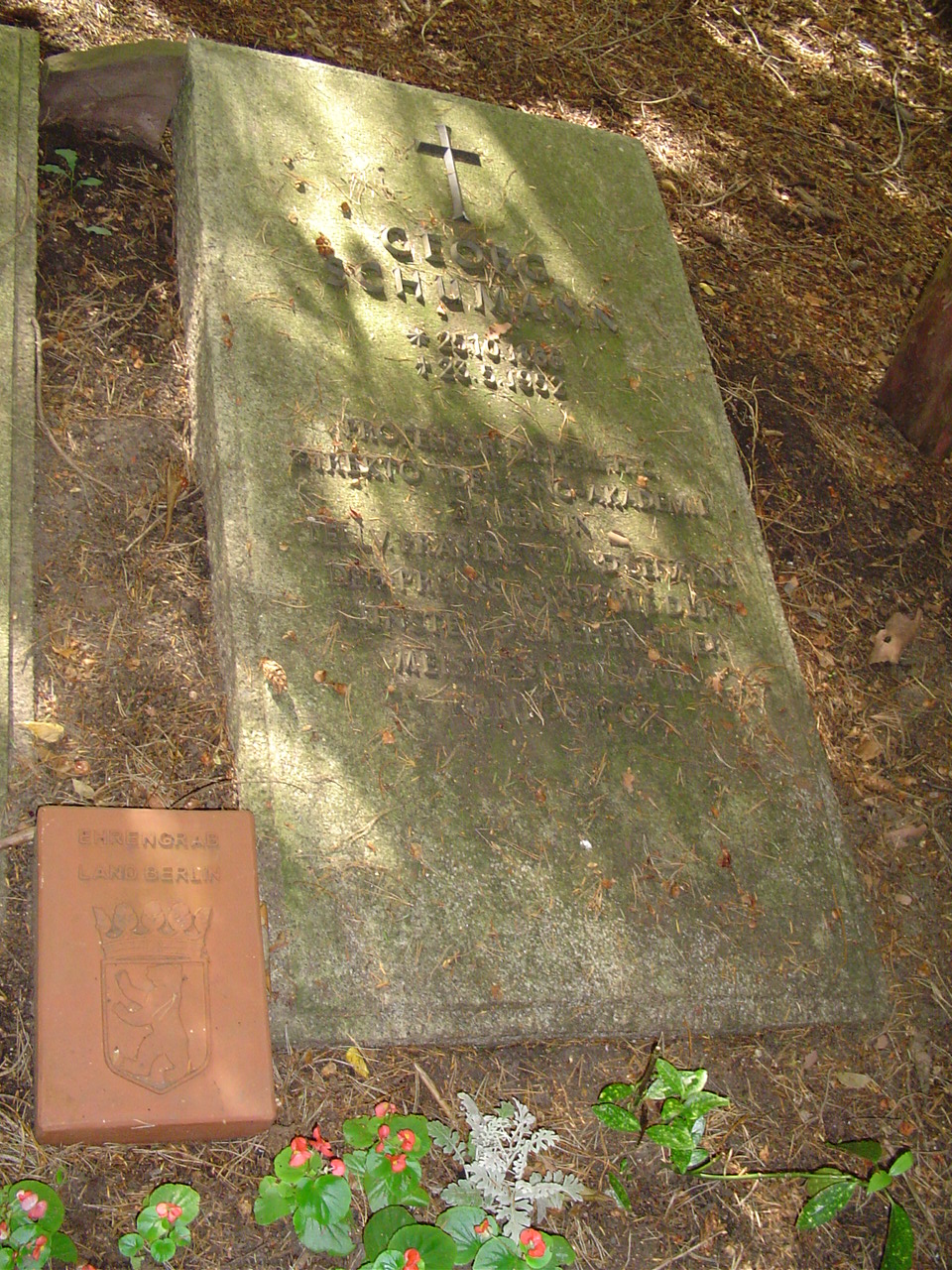
Georg Schumann
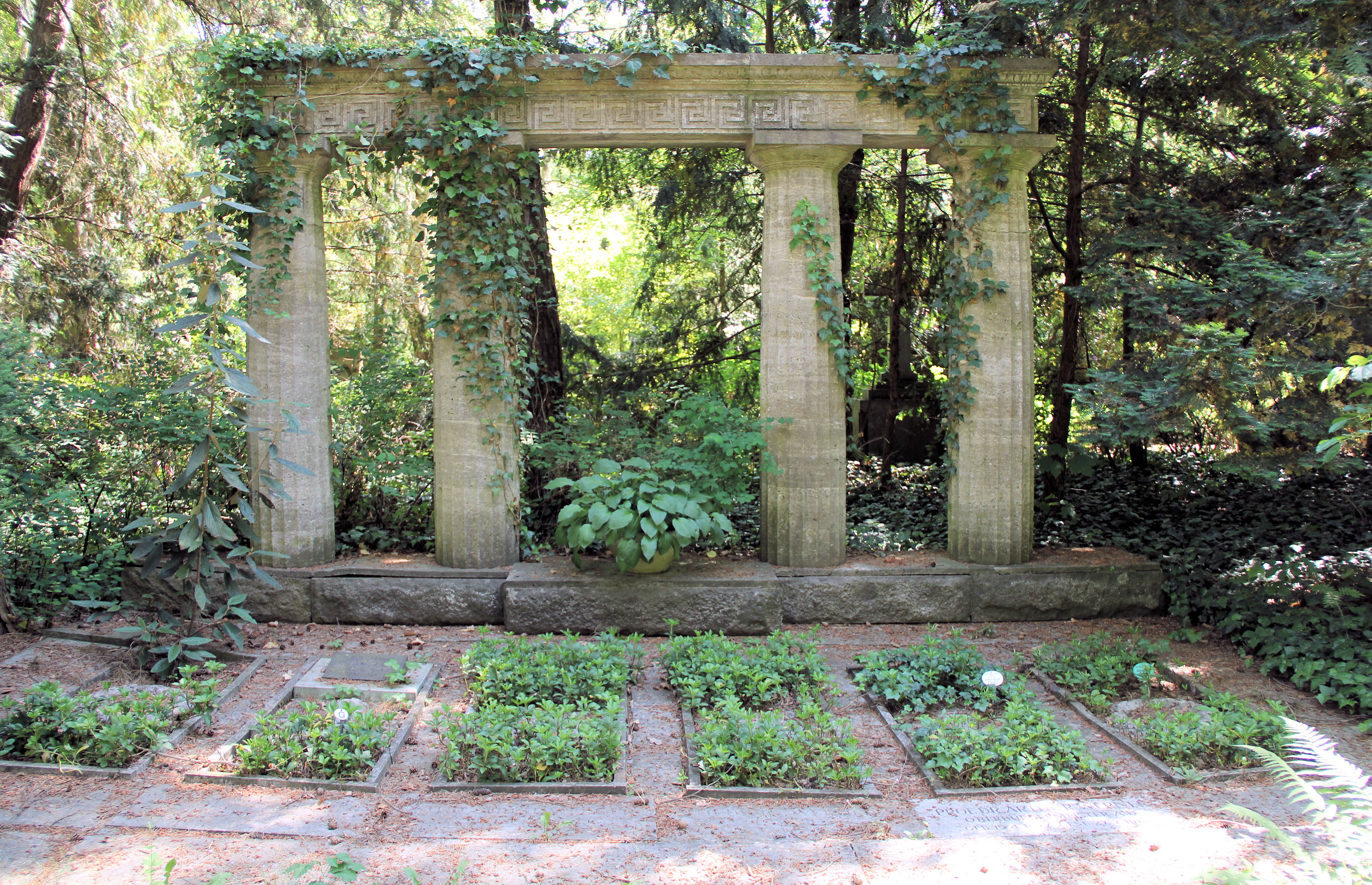
Arthur Werner